# Fallmeisterei (Plech)
Fallmeisterei ist ein Gemeindeteil des Marktes Plech im Landkreis Bayreuth (Oberfranken, Bayern). Fallmeisterei liegt in der Gemarkung Plech.

## Geografie
Die Einöde befindet sich etwa einen Kilometer nordöstlich des Ortszentrums von Plech auf der verkarsteten nördlichen Frankenalb, die hier ein etwas unruhiges Höhenprofil hat.

## Geschichte
Der Name Fallmeisterei bezeichnet im Oberdeutschen das meist abseits des Hauptortes gelegene Haus des Abdeckers, siehe Fallmeisterei.
Durch die zu Beginn des 19. Jahrhunderts im Königreich Bayern durchgeführten Verwaltungsreformen wurde der Ort zu einem Bestandteil der Ruralgemeinde Plech.

## Verkehr
Die Anbindung  an das öffentliche Straßennetz wird durch mehrere Gemeindestraßen hergestellt, die in oder nahe Plech an der Staatsstraße 2163 enden. Eine Zufahrtsmöglichkeit zur Bundesautobahn 9 besteht an der etwa eineinhalb Kilometer nordwestlich gelegenen Anschlussstelle Plech. Vom öffentlichen Personennahverkehr wird Fallmeisterei nicht bedient, die nächste Haltestelle der Regionalbuslinie 386 des Verkehrsverbund Großraum Nürnberg (VGN) liegt im Ortszentrum von Plech.